# Os Dramas da Floresta Virgem
Os Dramas da Floresta Virgem é um romance originalmente publicado em 1926  , ilustrada por Belmonte (cartunista), publicada por Estabelecimento Gráfico Irmãos Ferraz e influenciou profudamente a geração da época .
Fez parte da Edição Maravilhosa. 

## Sinopse
O livro se divide em três partes: O coração do Brasil, Os Aymorés e O Littoral.
Primeira Parte
Manoel Ubirajára, o Mano, é um bandeirante (filho de uma mulata e provavelmente de um pai português que ele nunca conheceu) e está obcecado por encontrar esmeraldas. Ele se separa da sua bandeira para buscá-las sozinho. O livro começa com Mano andando sozinho na mata. De repente surgi o negro Jumbo. Ele lhe diz que também fugiu da bandeira e que deseja servir a Mano para garantir a sua segurança na mata.
Mano aceita Jumbo como seu servo. E eles vivem aventuras fantásticas na mata. A primeira delas foi fugir de um grupo de ratos gigantes entrando em troncos ocos de mamoeiros e pulando no rio. Após essa aventura, Jumbo diz que tem um segredo para contar a Mano. 
Jumbo foi criado na senzala por uma escrava um pouco mais velha que ele, a qual ele considerava como uma mãe e uma irmã. Quando eles foram crescendo, sua ‘irmã’ despertou o desejo de um português bandeirante chamado João Solimões Pontes. Este a rapta e a violenta. Humilhada, a moça não quer mais que Jumbo fale com ela e se isola. Jumbo encontra João à noite lendo um pedaço de papel, ele pega uma barra de ferro que bate com ela na cabeça do bandeirante até que ele morra. Como uma lembrança do seu crime hediondo, Jumbo pega o pedaço de papel que o bandeirante lia antes de morrer. Logo em seguida, Jumbo foge e se isola na mata. Passam-se os anos, e um dia, Jumbo encontra sua estimada irmã e o filho bastardo dela. Ele passa acompanhar a vida deles, até que sua irmã morre e ele passa a seguir e desejar proteger o filho dela. 
Ouvindo essa história, Mano não percebe que o filho da irmã de criação de e Jumbo é ele mesmo. E pede que Jumbo lhe mostre o pedaço de papel do bandeirante. Nele se veem traços, o texto ‘Planta do Rio Somno’, as letras J.S.P., ES e DAS perto de um X. Mano logo entende que J.S.P. significa João Solimões Pontes, o bandeirante que Jumbo assassinara, também imagina que o tempo apagou as letras do meio de ESMERALDAS e que o X indica onde estão as tão desejadas esmeraldas. Agora eles só têm que encontrar onde fica esse Rio Somno e assim eles partem, enfrentando novas aventuras fantásticas, em busca desse rio de esmeraldas.